# ديف ووتل
ديفيد جيمس ووتل (مواليد 7 أغسطس، 1950) هو لاعب أمريكي متقاعد اختص بألعاب القوى، تحديداً في ركض المسافات المتوسطة ضمن سباقات المضمار والميدان. وقد حاز الميدالية الذهبية في سباق 800 متر جري في الألعاب الأولمبية الصيفية 1972 التي أقيمت في ميونخ. وقد كان معروفاً بارتداء قبعة الغولف أثناء الجري.

## النشأة
ولد ديف ووتل في كانتون (أوهايو) في ولاية أوهايو. أثناء طفولته، كان يعاني من ضعف البنية والنحافة المفرطة. أخبر الطبيب عائلته أن عليه القيام بأداء شيء كالركض لتقوية نفسه. أخذ الصبي بهذه النصيحة وبدأ في الجري.

## المسيرة الرياضية

### في مرحلة الدراسة
حاز ديف على بكالوريوس العلوم في التاريخ من جامعة بولينغ غرين ستيت عام 1973. نافس ديف باسم جامعته، فقد احتل المركز الثاني في سباق الميل في مارتي ليكور عام 1970 ضمن فعاليات بطولة المضمار والميدان الخارجية التي أقامتها الرابطة الوطنية لرياضة الجامعات عام 1970. خلال موسم 1971، أعاقت ديف الإصابات، لكنه فازأواخر عام 1972 بسباق 1500 متر في بطولة المضمار والميدان، وفاز بسباق الميل في نفس البطولة عام 1973 بزمن 3:57.1

### ما بعد الدراسة
فاز ديف بصدارة سباق 800 متر في الألعاب الأولمبية الصيفية 1972 التي أقيمت في ميونيخ ألمانيا عام 1972.
في هذا السباق، تخلّف ديف في نهاية المتسابقين لأول 500 متر، ثم ما لبث أن تجاوز العدائين على التوالي حتى أنهى السباق لصالحه. حيث استولى على الصدراة في المرحلة الأخيرة بتغلّبه على يفغيني أرزانوف من الاتحاد السوفييتي بفارق 0.03 ثانية فقط. بسبب مفاجأة النصر، نسي ووتل أن يرفع قبعته على المنصة أثناء عزف النشيد الوطني الأمريكي. وقد فسّر البعض ذلك على أنه شكل من أشكال الاحتجاج، لكن ووتل اعتذر في مؤتمرٍ صحفي عقب توزيع الميداليات. كما نافس في سباق 1500 متر للرجال في أولمبياد ميونيخ 1972، إلا أنه أقصي في الدور نصف النهائي.

## الاحتراف الرياضي
تحول ووتل إلى الاحتراف عام 1974، لكنه تقاعد بعد ذلك بفترة وجيزة. لاحقاً، أصبح مدرباً للجامعات في جامعة وولش (أوهايو) (197501977) وكلية بيثاني (فيرجينيا الغربية) حيث شغل أيضاً منصب مدير القبول (1977-1981).

## المهنة بعد الرياضة
عمل ووتل كمسؤول في كلية ردوس من أغسطس 1983 حتى تقاعده في يونيو 2012. فقد كان عميد القبول والمعونة المالية لمدة 28 عاماً قبل أن يقضي السنة الأخير كمساعد خاص للرئيس. ثم شغل منصب نائب الرئيس لإدارة التسجيل في كلية ميلسابس مؤقتاً. منذ سبتمبر 2013، كان ووتل نائباً للرئيس في جامعة أوهايو وسلين في ديلاوير في أوهايو.

## وصلات خارجية
- ديف ووتل على موقع الاتحاد الدولي لألعاب القوى (الإنجليزية)
- ديف ووتل على موقع الاتحاد الأمريكي لسباقات المضمار والميدان، قاعة المشاهير (الإنجليزية)
- ديف ووتل على موقع اللجنة الأولمبية الدولية (الإنجليزية)
- ديف ووتل على موقع أوليمبيديا (الإنجليزية)

- Dave Wottle – The man with the hat and the Olympic gold medal by Jake Fehling على موقع واي باك مشين (نسخة محفوظة March 13, 2007)
- 1972 Olympic 800m Final على يوتيوب